# Schmittenhöhe
Die Schmittenhöhe ist ein Berg mit einer Höhe von 1965 m ü. A. am östlichen Rand der Kitzbüheler Alpen.
Sie ist der Hausberg der Bezirkshauptstadt Zell am See, von wo eine von Adolf Bleichert & Co. 1927 gebaute und inzwischen mehrfach renovierte Seilbahn zum Gipfel führt. Man hat eine Aussicht auf über 30 Dreitausender sowie auf den Zeller See, den Talkessel und in das Saalachtal.

## Sport
Die Schmittenhöhe ist mit Pisten für den Wintersport erschlossen. Von der Schmittenhöhe starten viele Streckenflüge mit dem Gleitschirm in den Pinzgau, der durch seine Ost-West-Ausrichtung und seinen geradlinigen Verlauf lange Flüge ermöglicht.

## Elisabethkapelle
Ab 1904 wurde die Elisabethkapelle zum Gedenken an die Kaiserin Elisabeth (gen. Sisi) errichtet und 1907 geweiht. Offiziell ist sie der Heiligen Elisabeth von Thüringen geweiht. Die Schmittenhöhe wurde von der Kaiserin tatsächlich bestiegen.

## Hotelbrand
Am 28. Oktober 2008 kam es im direkt an der Bergstation gelegenen Berghotel Schmittenhöhe zu einem Brand, der sich, vor allem aufgrund der exponierten Lage, rasch zu einem Großbrand entwickelte, bei dem fast das gesamte Hotel zerstört wurde. 14 Feuerwehren aus der Umgebung kämpften 10 Stunden lang gegen die Flammen an.

## Seilbahnerweiterung
Auf Betreiben der Schmittenhöhe-Bahn AG wurde im Dezember 2010 eine Umweltverträglichkeitsprüfung für eine Schigebietserweiterung in hoher Lage eingeleitet. Nach einem mehrjährigen Rechtsstreit über zahlreiche Instanzen hob der Verwaltungsgerichtshof 2020 die Genehmigung auf und das Verfahren ging zur Prüfung an das Bundesverwaltungsgericht.

## Bildergalerie

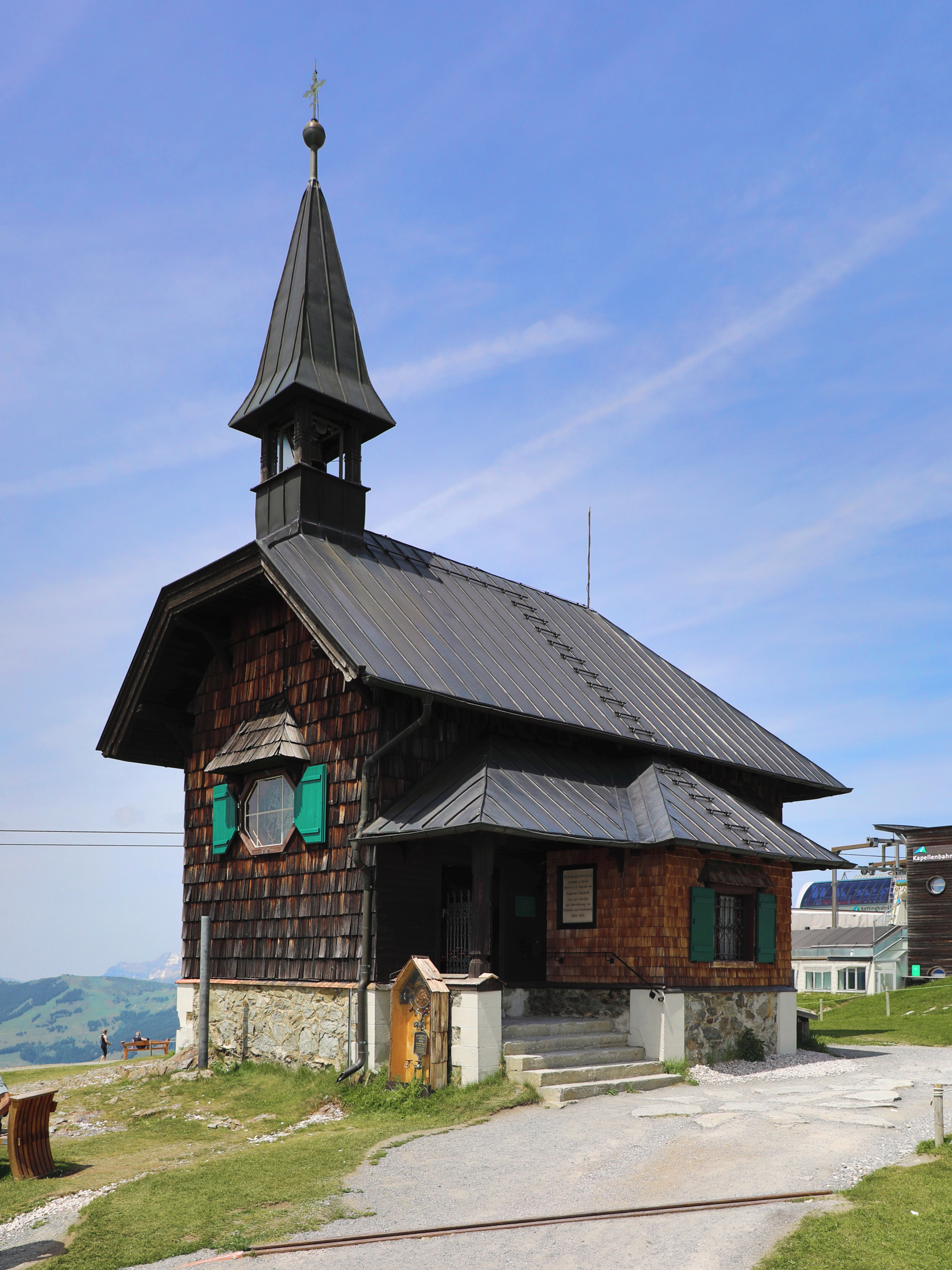
Elisabethkapelle
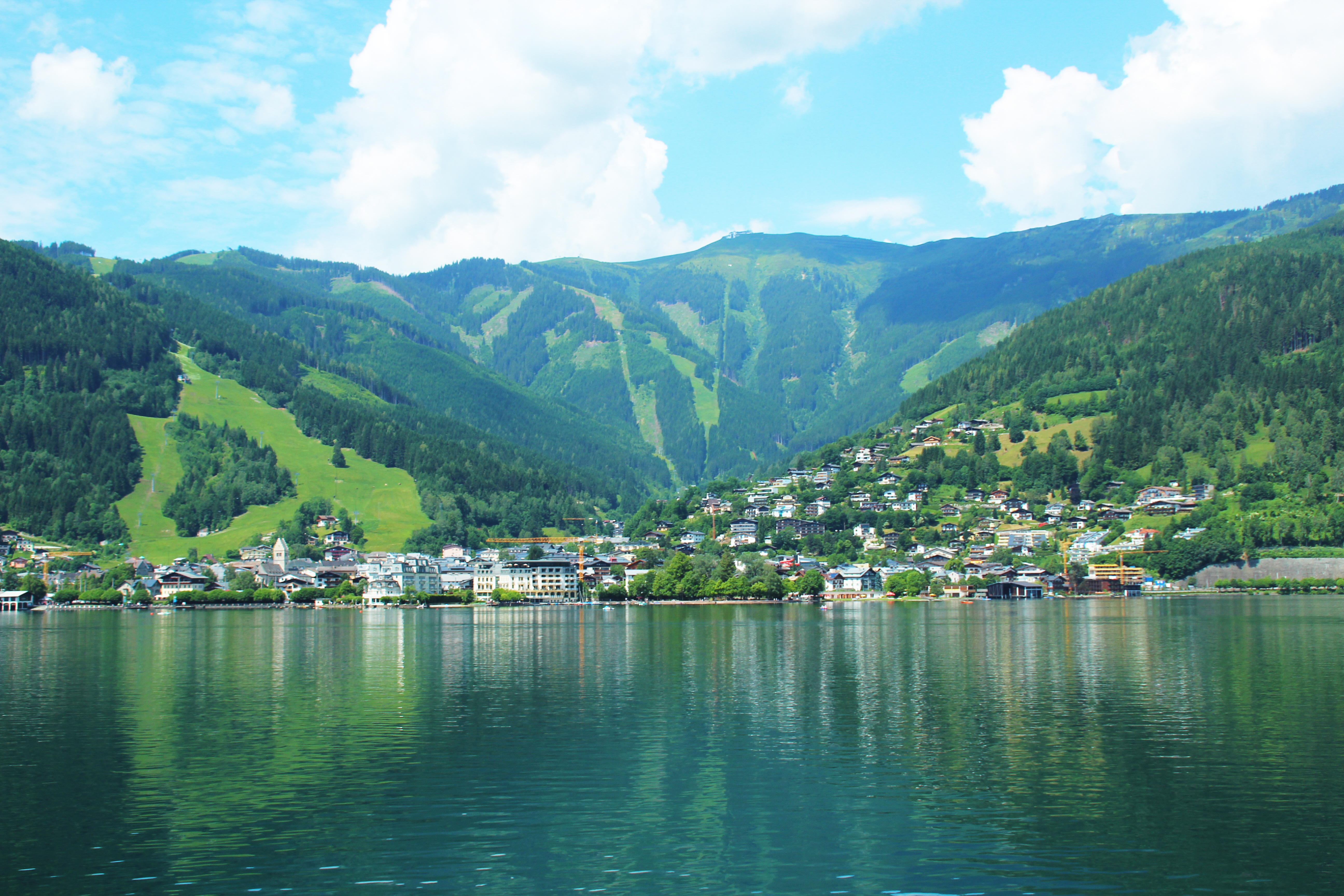
Schmittenhöhe im Sommer mit Zell am See